# Dircinha Batista
Dirce Grandino de Oliveira, conhecida como Dircinha Batista (São Paulo, 7 de abril de 1922 — Rio de Janeiro, 18 de junho de 1999), foi uma atriz e cantora brasileira.

## Biografia

Dircinha Batista em 1940.

Filha de Batista Júnior e irmã de Linda Batista, Dircinha Batista foi uma cantora de enorme sucesso. Em mais de quarenta anos de carreira, ela gravou mais de trezentos discos em 78rpm, com muitos grandes sucessos, especialmente músicas carnavalescas. Trabalhou em dezesseis filmes. Uma criança prodígio, Dircinha começou a se apresentar em festivais aos seis anos de idade. Ela começou a participar dos shows de seu pai no Rio de Janeiro e em São Paulo a partir daquele ano.
Dircinha e sua irmã Linda conheceram a fama ainda jovens e logo conquistaram a admiração do então presidente Getúlio Vargas que lhes elevou a condição de "patrimônio nacional" e se tornaram campeãs de vendas da RCA Victor durante os anos 40, 50. Nos anos 60, ainda no apogeu de sua carreira Dircinha já brigava com a depressão e costumava a se internar em clínicas e sanatórios.
Aos 13 anos, Dircinha fez o filme Alô, Alô, Brasil de Wallace Downey e no ano seguinte em Alô, Alô Carnaval de Adhemar Gonzaga, outro grande sucesso da época das chanchadas. A carreira da cantora "decolou" depois que Francisco Alves a apresentou em seu programa na Rádio Cajuti como "a menina que possuía uma garganta de pássaro". Foi eleita Rainha do Rádio em 1948.

Linda Batista e sua irmã Dircinha Batista em 1958.

Em 1930, aos oito anos, gravou seu primeiro disco, para a Columbia, com duas composições de Batista Júnior, "Borboleta Azul" e "Dircinha". Em 1931, ela se tornou um membro do programa de Francisco Alves na Rádio Cajuti, onde trabalhou até seus dez anos, então se mudou para o Rádio Clube do Brasil. Em 1933, ela gravou "A Órfã" e "Anjo Enfermo", de Cândido das Neves, com acompanhamento do compositor ao violão, junto de Tute. Aos treze anos, participou do filme "Alô, Alô, Brasil" e, no ano seguinte, de "Alô, Alô, Carnaval" (ambos de Wallace Downey). Em 1936, gravou dois discos pela Victor.
Em 1937, Benedito Lacerda convidou-a para gravar seu samba "Não Chora" com ele, como solista (com Darci de Oliveira). Depois da gravação, não sabendo o que usar no outro lado do disco, ele pediu a Nássara (que estava no estúdio) para dar a ela uma de suas canções. Nássara só tinha a primeira parte de uma marchinha, mas logo a finalizou e Batista gravou seu primeiro grande sucesso, "Periquitinho Verde", que estourou no Carnaval do ano seguinte.
Em 1938, Batista trabalhou nos filmes "Futebol em Família" (J. Ruy), "Bombonzinho" e "Banana da Terra", e, em Belo Horizonte recebeu a faixa de melhor cantora do governador Benedito Valadares. Gravou "Tirolesa" (Oswaldo Santiago e Paulo Barbosa), um dos grandes sucessos do Carnaval de 1939, e venceu um concurso promovido pelo jornal "O Globo" para escolher a cantora preferida da capital federal. No mesmo ano, Batista teve muitos outros sucessos: "Moleque Teimoso" (Jorge Faraj e Roberto Martins), "Era Só o Que Faltava" (Oscar Lavado, Raul Longras e Zé Pretinho), "Mamãe, Eu Vi um Touro" (Jorge Murad e Oswaldo Santiago).
Em 1940, teve sucesso no Carnaval com "Katucha" (Georges Moran e Oswaldo Santiago) e participou do filme "Laranja da China". Batista também teve sucesso com "Upa, Upa", "Nunca Mais" (ambas de Ary Barroso), "Acredite Quem Quiser" (Frazão e Nássara) e "Inimigo do Batente" (Germano Augusto e Wilson Batista). No mesmo ano, assinou um contrato milionário com a Rádio Ipanema e fez sua primeira turnê internacional (Argentina). Em 1941, participou do filme "Entra na Farra" e, três anos depois, de "Abacaxi Azul". Em 1945, Batista fez sucesso com "Eu Quero É Sambar" (Alberto Ribeiro e Peterpan). Em 1947, participou do filme "Fogo na Canjica". Em 1948, foi coroada Rainha do Rádio. Em 1952, trabalhando na Rádio Nacional e no Rádio Clube, apresentou o programa "Recepção" no Rádio Clube, o qual era dedicado aos compositores populares brasileiros. Sua atuação neste programa lhe rendeu uma placa de prata na SBACEM e um troféu pela UBC.
Em 1953, atuou no teatro pela segunda e última vez (a primeira foi em 1952) e teve um de seus maiores sucessos com "Se Eu Morresse Amanhã de Manhã" (Antônio Maria). Em 1954, atuou no filme "Carnaval em Caxias", e depois em "Guerra ao Samba" (1955), "Tira a Mão Daí" e "Depois Eu Conto" (1956), "Metido a Bacana" (1957), "É de Chuá" (1958) e "Mulheres à Vista" (1959). No Carnaval de 1958, fez sucesso com "Mamãe, Eu Levei Bomba" (J. Júnior e Oldemar Magalhães). Em 1961, ela foi contratada pela TV Tupi. Ainda fez sucesso em 1964 com "A Índia Vai Ter Neném" (Haroldo Lobo e Milton de Oliveira).
Desgostosa pela falta de memória nacional e abalada pela morte da mãe para de cantar na década de 1970. Nos anos 1980, conhece o cantor José Ricardo que ampara ela e as irmãs (Odete e Linda), acolhendo-as como membros de sua família. No final dos anos 1990 é lançado o musical Somos Irmãs, estrelado por Nicette Bruno e Suely Franco, que conta a história de vida das cantoras. Cercada pela mãe e sem jamais ter se casado, Dircinha trancou-se para o mundo em 1974, depois da morte de Dona Neném, a partir daí permaneceria isolada em seu apartamento em Copacabana aos cuidados da irmã Linda. Nos últimos anos, vivia praticamente isolada do mundo, internada no Centro Gerontológico Mercedes Miranda, da Casa de Saúde Dr. Eiras, em Botafogo.
Morreu de parada cardíaca em 18 de abril de 1999 aos 77 anos no Hospital São Lucas, seu corpo foi velado na capela do cemitério São João Batista, onde foi realizado o enterro.

## Principais sucessos

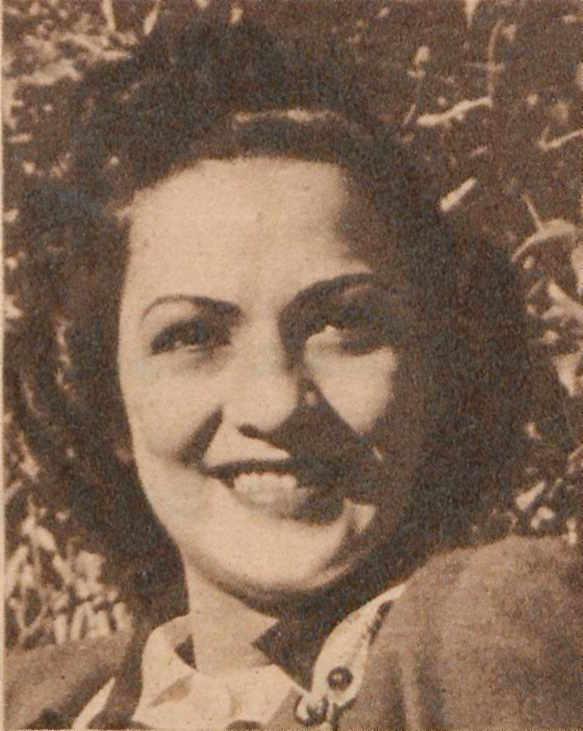
Dircinha, em 1945.

- A índia vai ter neném!, Haroldo Lobo e Milton de Oliveira (1964)
- Abre alas!, Chiquinha Gonzaga (1971) duo com Linda Batista
- Alguém como tu, José Maria de Abreu e Jair Amorim (1952)
- Casinha de sapé, Brasinha e Klécius Caldas (1965)
- Chico Brito, Afonso Teixeira e Wilson Batista (1950)
- Dança do urso, Arnaldo Paes e Max Bulhões (1942)
- Ela foi fundada, Arnô Provenzano, Oldemar Magalhães e Otolino Lopes (1957)
- Estranho amor, Garoto e David Nasser (1951)
- Inimigo do batente, Germano Augusto e Wilson Batista (1940)
- Mamãe, eu levei bomba, J. Júnior e Oldemar Magalhães (1958)
- Máscara da face, Armando Cavalcanti e Klécius Caldas (1953)
- Não é vantagem, Nelson Ferreira e Oswaldo Santiago (1940)
- Nunca, Lupicínio Rodrigues (1951)
- O primeiro clarim, Rutinaldo e Klécius Caldas (1970)
- Pirata, Alberto Ribeiro e João de Barro (1936)
- Periquitinho verde, Nássara e Sá Róris (1937)
- Pindamonhangaba, Pedro Caetano e Wilson Batista (1951)
- Quando o tempo passar, David Nasser e Herivelto Martins (1951)
- Quem já sofreu, Felisberto Martins e Luiz Soberano (1949)
- Rio, Ary Barroso (1949)
- Senhora (Señora), Orestes Santos, versão de Lourival Faissal (1952)
- Última orquestra, Brasinha e Newton Teixeira (1971)
- Upa, upa! (Meu trolinho), Ary Barroso (1940)
- O Sanfoneiro Só Tocava Isso, Geraldo Medeiros e Haroldo Lobo (1950)

## Filmografia
- Cantoras do Rádio, documentário de 2009 dirigido por Gil Baroni.
- Carnaval Barra Limpa (1967)
- 007 e Meio No Carnaval (1966)
- O Viúvo Alegre (1960)
- Entrei de Gaiato (1959)
- Mulheres à Vista (1959)
- É de Chuá! (1958)
- Metido a Bacana (1957)
- Depois Eu Conto (1956)
- Tira a Mão Daí! (1956)
- Guerra ao Samba (1955)
- Carnaval Em Caxias (1953)
- É Fogo na Roupa (1952)
- Está Com Tudo (1952)
- Carnaval No Fogo (1949)
- Eu Quero É Movimento (1949)
- Folias Cariocas (1948)
- Esta É Fina! (1948)
- Fogo Na Canjica (1947)
- Não Adianta Chorar (1945)
- Abacaxi Azul (1944)
- Entra Na Farra (1941)
- Laranja da China (1940)
- Onde estás, Felicidade? (1939)
- Banana da Terra (1939)
- Futebol Em Família (1938)
- Bombonzinho (1937)
- João Ninguém (1936)
- Alô, Alô Carnaval (1936)
- Alô, Alô, Brasil (1935)